# Jan Burssens

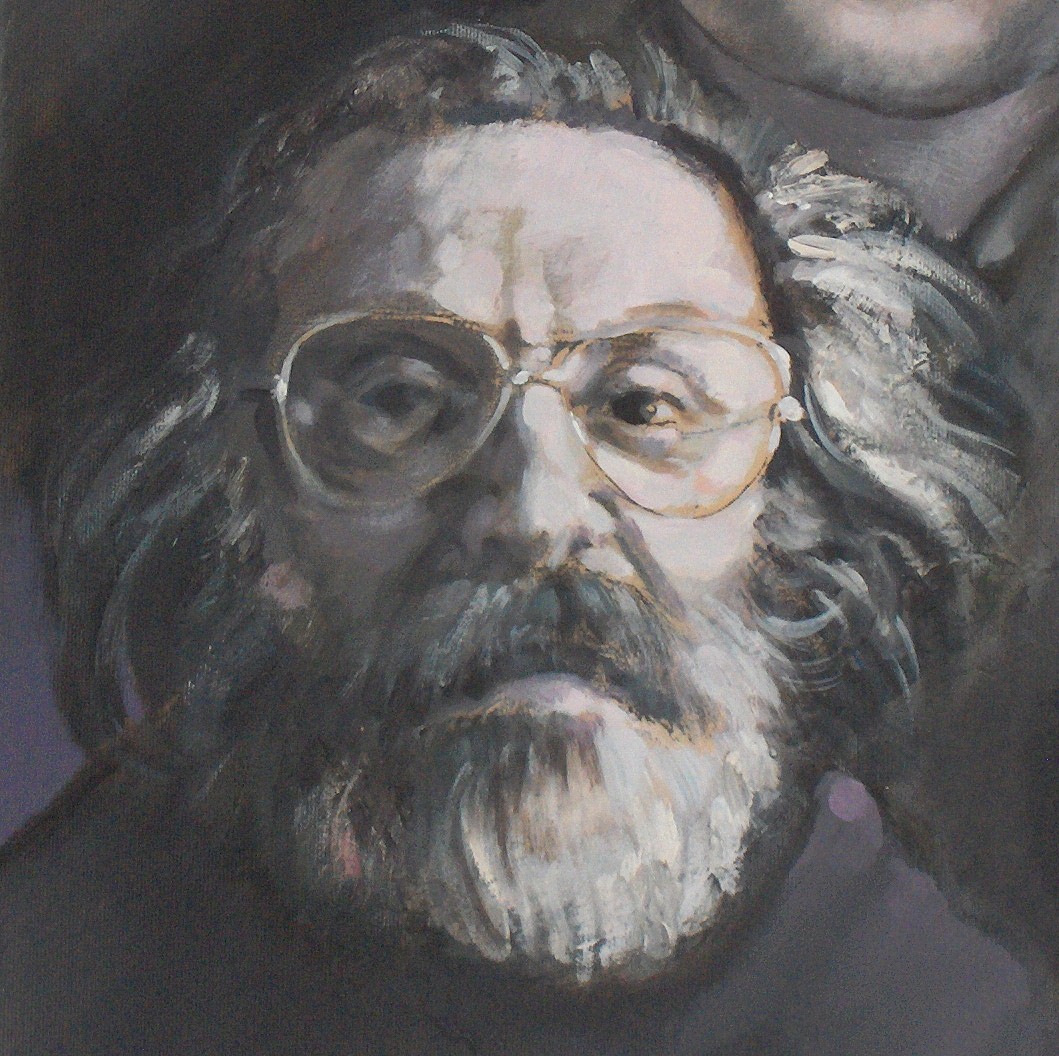
Portret door Willy Bosschem (1985)

Jan Burssens (Mechelen, 27 juni 1925 – Nevele, 11 januari 2002) was een Vlaams kunstschilder. Hij wordt beschouwd als een van de voornaamste Vlaamse existentialistische materieschilders.
Jan Burssens’ vader,  Amaat Burssens, was een grondlegger van de studierichting Afrikanistiek aan de Universiteit Gent en zijn schoonbroer, Dan Craet, werd een bekende architect.

## Levensloop
Jan Burssens was na de Tweede Wereldoorlog een van de eersten om in Vlaanderen te reageren tegen het nog heersende expressionisme en een soort abstracte drippingkunst te creëren.
Geconfronteerd met het existentialisme van Jean-Paul Sartre wijst zijn stijl naar de dripping-abstractie van Jackson Pollock en naar de surrealistische defiguratie van Francis Bacon.
Hij genoot een beperkte opleiding, aanvankelijk voor een paar maanden aan het Gentse St. Lucas, daarna een jaartje aan de Academie van Gent. Verder bleef hij autodidact. Toch werd hij er achteraf zelf leraar.
In 1951 en weer in 1954 werd hij onderscheiden bij la Jeune Peinture Belge. In 1952 stichtte hij de groep Art Abstrait.
Jan Burssens was ereburger van Nevele.